# Fat-Finger-Fehler
Ein Fat-Finger-Fehler (englisch fat-finger error ‚Dicker-Finger-Fehler‘) ist ein Tippfehler auf der Computertastatur bei Geschäften im Finanzmarkt, durch den wesentlich höhere Beträge umgesetzt werden als beabsichtigt. Ein solcher Fehler kann einen Mistrade auslösen, so dass das Geschäft nachträglich ggf. zu annullieren ist, wenn die Mistrade-Fristen eingehalten wurden.

## Allgemeines
Der Fat-Finger-Fehler taucht nur bei Zahlen auf, von denen unbeabsichtigt die falschen, zu wenig, zu viel oder Zahlendreher eingegeben werden. Bei hoher Arbeitsintensität kann es dann zu Fehlbedienungen kommen, die bei mangelnder Selbstkontrolle zur Datenfreigabe fehlerhafter Eingaben führen. Solange es sich dabei um menschliches Versagen handelt, spielt im deutschen Zivilrecht bei der Sorgfalt das Vertretenmüssen für Fahrlässigkeit eine entscheidende Rolle. Um jedoch Rechtssicherheit an den Börsen zu gewährleisten, gibt es an vielen Börsen Mistrade-Regeln und Fristen, nach deren Ablauf zivilrechtliche Annullierungs- und Anfechtungsrechte oftmals explizit ausgeschlossen sind.

## Beispiele
- Im Dezember 2001 verkaufte ein Händler der Bank UBS Warburg 610.000 Aktien zu je 6 Yen – statt 16 Aktien zu je 600.000 Yen. Da die Geschäfte von der Börse in Tokio nicht als Mistrade annulliert wurden, musste UBS die Aktien zu höheren Preisen wieder zurückkaufen. Der Verlust für das Bankhaus betrug 100 Millionen Dollar.[2][3]
- Im April 2012 änderte ein Angestellter der Frankfurter Volksbank die Überweisung eines Rentners von 62,40 Euro auf 222 Millionen Euro. Der Bankangestellte war eingeschlafen und auf der Taste 2 hängengeblieben.[4]
- Im Oktober 2014 orderte ein Börsenhändler in Japan Aktien für umgerechnet 617 Milliarden Dollar.[5]
- Im Juni 2015 überwies ein Mitarbeiter der Deutschen Bank aus Versehen sechs Milliarden Dollar an einen Hedgefonds.[6]
- 2015 ereignete sich ein extrem großer Mistrade in Deutschland, als der deutsche Wertpapierhändler Armin S. Zertifikate für 326.400 Euro kaufte. Die Papiere wurden von der verkaufenden Bank BNP sechs Tage später – im Nachhinein – auf 163 Millionen Euro taxiert.[7][8][9][10]